# Otus gurneyi
Il gufo reale di Mindanao (Otus gurneyi (Tweeddale, 1879)), detto anche assiolo gigante di Gurney, è un uccello rapace notturno della famiglia Strigidae, endemico delle Filippine.

## Descrizione
Con una lunghezza di circa 30 cm è una delle specie di maggiore taglia del genere Otus. Presenta un disco facciale rossastro contornato di nero, con sopracciglia bianche e ciuffi auricolari prominenti. Il piumaggio delle parti superiori è bruno-rossatro, quello delle parti inferiori biancastro con strie nerastre marcate. 

## Distribuzione e habitat
È diffuso nelle isole di Dinagat, Siargao e Mindanao.
Il suo habitat tipico sono le foreste tropicali di Dipterocarpaceae di bassa quota.

## Tassonomia
Questa specie è stata a lungo inquadrata nel genere monotipico Mimizuku, sino a quando un recente studio di sequenziamento del suo DNA ha consentito di attribuirla al genere Otus.

## Conservazione
La IUCN Red List classifica Otus gurneyi come specie vulnerabile, a causa della progressiva riduzione del suo habitat